# Służba wodno-melioracyjna
Służba wodno-melioracyjna – terenowa jednostka organizacyjna resortu rolnictwa, powołana w 1951 r. w celu dostosowania do nowo powstałych organów władzy państwowej i do zadań określonych w planie sześcioletnim, w zakresie melioracji, jako podstawowego czynnika rozwoju produkcji rolniczej i do wprowadzenia rozrachunku gospodarczego.

## Powołanie służby
Na podstawie uchwała Rady Ministrów z 1951 r. w sprawie organizacji terenowej służby wodno-melioracyjnej powołano służby na szczeblu wojewódzkim. Powołanie służby wodno-melioracyjnej pozostawało w ścisłym związku z ustawą z 1950 r. o terenowych organach jednolitej władzy państwowej. Powołanie służby uzasadniano wzrastającymi zadaniami rozwoju produkcji rolniczej, szczególnie zwierzęcej i zapewnienie rolnictwu odpowiedniej ilości pasz.

## Zadania służby
Podstawowym zadaniem służby wodno-melioracyjnej było zabezpieczenie wykonania zadań w zakresie melioracji użytków rolnych oraz usprawnienie dotychczas funkcjonującego aparatu wodno-melioracyjnego. Ponadto celem służby wodno-melioracyjnej były sprawy konserwacji, eksploatacji i planowania robót wodno-melioracyjnych. Służba wodno-melioracyjna wykonywały głównie prace w resorcie rolnictwa oraz w resorcie państwowych gospodarstw rolnych. Wykonywanie zadań dokonywano na zasadach ustalonych zarządzeniem Ministra Rolnictwa i Ministra Państwowych Gospodarstw Rolnych. Melioracje rolne zostały określone jako zespół zabiegów organizacyjno-gospodarczych, których celem było wytworzenie w danym obiekcie rolnym trwałej podstawy do podnoszenia żyzności gleby i zwiększania produkcji rolnej.
W związku powyższym powołane jednostki organizacyjne powinny:
- przekazać w gestię rad narodowym zadań związanych z planowaniem, finansowaniem i kontrolą prac wodno-melioracyjnych,
- określić koszty prowadzenia prac melioracyjnych, mając na uwadze rozrachunek gospodarczy, obejmujący faktyczne składniki bilansowe,
- stworzyć należyte warunków do współzawodnictwa pracy, racjonalizacji, nowatorstwa, jako podstawowych czynników wzrostu wydajności pracy,
- zapewnić organizacji możliwie największej operatywności i elastyczności.

## Organizacja służby wodno-melioracyjnej
Na podstawie uchwały Rady Ministrów z 1951 r. utworzono przy prezydiach wojewódzkich rad narodowych dla zarządzania sprawami melioracji wojewódzkie zarządy wodno-melioracyjne. Zarządy zostały podporządkowane Ministrowi Rolnictwa. który kierował i sprawował zwierzchni nadzór za pośrednictwem Centralnego Zarządu Wodnych Melioracji.
Zakres działania wojewódzkich zarządów wodno-melioracyjnych obejmował:
- opracowywanie projektów planów melioracyjnych w zakresu resortu rolnictwa na podstawie wytycznych prezydiów wojewódzkich rad narodowych i uzyskanie od właściwych organów akceptacji projektów,
- wykonywanie zatwierdzonych planów melioracyjnych rolnictwa, łącznie ze sporządzaniem dokumentacji technicznych, nie objętych planem prac przez Biuro Projektów Wodno-Melioracyjnych,
- składanie sprawozdawczości z przebiegu wykonania planów melioracyjnych rolnictwa właściwym prezydiom powiatowym i wojewódzkim radom narodowym,
- wykonywanie w charakterze inwestora zastępczego planów melioracyjnych innych resortów, w ramach limitów przez nie przekazanych,
- prowadzenie spraw wodno-administracyjnych oraz wodno-prawnych oraz pełnienie nadzoru administracyjnego nad spółami wodnymi i związkami wałowymi,
- sprawowanie kierownictwa i nadzoru pod względem rzeczowym nad referatami konserwacji wodno-melioracyjnej prezydiów powiatowych rad narodowych,
- sprawy osobowe pracowników zarządu i służbowo podległych jednostek organizacyjnych.

Wojewódzkie zarządy wodno-melioracyjnych nie miały swoich przedstawicieli w powiatach. Dla realizacji wykonawstwa w terenie tworzono rejonowe kierownictwo robót wodno-melioracyjne oraz przejmowano zakłady pomocnicze, bazy sprzętu, warsztaty kapitalnych i bieżących remontów sprzętu wodno-melioracyjnego.

## Organizacja wewnętrzna wojewódzkich zarządów wodno-melioracyjnych
Na czele zarządu stał dyrektor, którego powoływał Minister Rolnictwa za zgodą Prezesa Rady Ministrów. Zastępcy dyrektora do spraw produkcji podlegały następujące działy:
- dział techniczno-produkcyjny,
- dział głównego mechanika,
- sekcja postępu technicznego,
- sekcja szkolenia zawodowego,

Zastępcy dyrektora do spraw administracyjno-gospodarczych podlegały następujące sekcje:
- sekcja zaopatrzenia,
- sekcja rachunkowo-budżetowa,
- sekcja administracyjno-gospodarcza,
- sekcja transportu.

Zarządy były jednostkami budżetowymi i posiadały uprawnienia rozrachunku gospodarczego.

## Zmiany organizacyjne służby wodno-melioracyjnej z 1956 r.
Uchwała Rady Ministrów z 1954 r. w sprawie utworzenia powiatowych i wojewódzkich zarządów rolnictwa miała między innymi na celu powierzenia radom narodowym sprawy konserwacji, eksploatacji i planowania robót wodno-melioracyjnych oraz usprawnienia organizacji terenowej służby wodno-melioracyjnej. W związku nowym podziałem administracyjnym Państwa – powołanie gromadzkich rad narodowych, nowe zadania w dziedzinie urządzeń rolnych i doświadczenie w działaniu powiatowych i wojewódzkich zarządów rolnictwa wskazały na potrzebę dokonania niektórych zmian w organizacji tych zarządów. W 1955 r. na podstawie uchwały Rady Ministrów w sprawie zmian organizacyjnych w zarządach rolnictwa na szczeblu wojewódzkim utworzono zarząd wodnych melioracji, zaś na szczeblu powiatowym powiatowy inżynier do spraw urządzeń rolnych.
Na podstawie uchwały Rady Ministrów z 1956 r. w sprawie zmian w organizacji terenowej służby wodno-melioracyjnej powołano w powiatowych zarządach rolnictwa stanowisko pracy „powiatowy inżynier do spraw melioracji i użytków zielonych”. Do zakresu jego obowiązków należały sprawy konserwacji i eksploatacji urządzeń wodno-melioracyjnych oraz pielęgnowania łąk i pastwisk. Dotychczasowe zarządy melioracji wodnych w wojewódzkich zarządach rolnictwa przekształcono w zarządy melioracji i użytków zielonych, wchodzące w skład wojewódzkich zarządów rolnictwa.
Jednocześnie zobowiązano Ministra Rolnictwa do powołania przedsiębiorstw robót wodno-melioracyjnych w ilości niezbędnej do wykonania zadań planu inwestycyjnego. Przedsiębiorstwa robót wodno-melioracyjnych podlegały Ministrowi Rolnictwa i działały na zasadach pełnego rozrachunku gospodarczego oraz rozliczały się z budżetem Państwa poprzez budżet centralny. Z kolei środki finansowe na wykonanie robót wodno-melioracyjnych, konserwację i eksploatację urządzeń wodno-melioracyjnych oraz pielęgnowanie łąk i pastwisk pokrywane były z budżetów terenowych rad narodowych i innych zleceniodawców.